# مدال ناجی زندگی
مدال ناجی زندگی (به آلمانی: Rettungsmedaille am Band) نشانی بود که توسط پادشاهی پروس، به کسانی که با به خطر انداختن زندگی خود، زندگی فرد دیگری را نجات داده بودند، اهدا می‌شد. این مدال در تاریخ ۱ فوریه ۱۸۳۳ به وجود آمد و جایگزین جایزه‌ای شد که در سال ۱۸۰۲ ساخته شده بود.

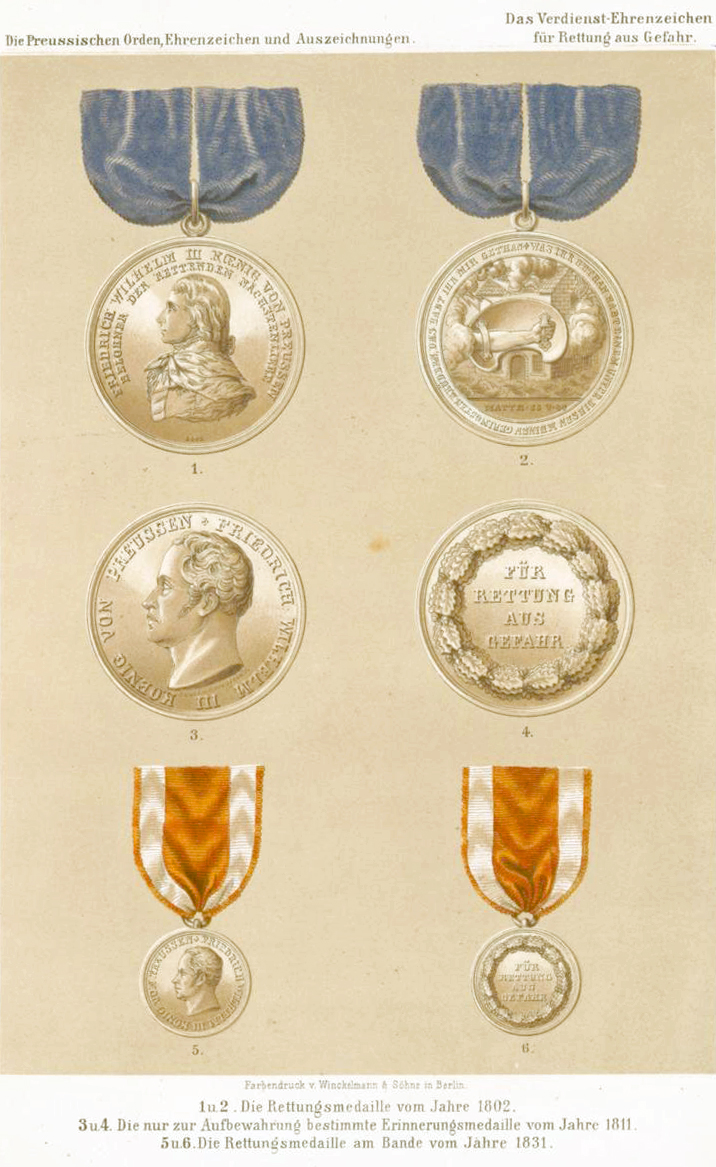
مدل‌های مختلف مال ناجی زندگی